# Ciganerey
Paulo Roberto da Silva, mais conhecido como Ciganerey (Rio de Janeiro, 17 de março de 1965), é um intérprete de samba-enredo brasileiro, com passagens significantes pelo Engenho da Rainha, Paraíso do Tuiuti e Mangueira.

## Carreira
Iniciou sua carreira como intérprete na década de 80, na então desconhecida Engenho da Rainha. Conhecido então como Paulinho Poesia, esbanjava técnica e precisão, sendo também compositor vencedor do Estandarte de Ouro em 1990. 
No final da década de 90, mudou seu nome artístico para Ciganerey e também de agremiação: foi para o Paraíso do Tuiuti, que àquela época começava a investir forte em equipe de carnaval. Com o recordável samba-enredo "Um mouro no quilombo. Isto a História registra", a Tuiuti foi alçada ao Grupo Especial. Ciganerey permaneceu na escola até o carnaval de 2005, tendo retornado rapidamente ao Engenho da Rainha em 2003. Teve ainda rápidas passagens pela Alegria da Zona Sul, em 2006, e pelo Arranco, em 2007. até retornar ao Paraíso do Tuiuti, no qual esteve nos anos de 2008 e 2009 e ainda ser apoio do carro de som do Arrastão de Cascadura .
Em 2010 retornou pela segunda vez como cantor principal do Arranco e apoio do carro de som da Mangueira, onde foi efetivado e substituiu Rixxah no projeto dos Três Tenorese integrando com os também experientes Luizito e Zé Paulo Sierra um trio de intérpretes oficiais da agremiação. A escola conseguiu a 6.ª colocação. O projeto foi repetido no ano seguinte e a escola obteve o 3º lugar, sua melhor colocação desde 2007. Em 2013, continuou na Mangueira, formando agora um quarteto de intérpretes oficiais. Além de, nesse ano, ser o cantor principal da Deu Chucha na Zebra, em Uruguaiana. Depois da confirmação de sua saída da Mangueira, estava certo para formar dupla com Tiganá, na União de Jacarepaguá e especulado para assumir o posto de intérprete na Em Cima da Hora, onde ia cantar o antológico Os Sertões. Acabou acertando com a Inocentes, onde seria a nova voz oficial da escola   além também, de permanecer na Mangueira, agora como apoio do carro de som. Em 2015, após a saída da Inocentes, acertou com a Em Cima da Hora..
Em 2016, retornaria pela quarta vez a frente do carro de som da Paraíso do Tuiuti. Mas com a morte de Luizito, cantor oficial da verde e rosa, Ciganerey reassumiu o posto de intérprete oficial da escola. Como o regulamento da Série A proíbe que intérpretes do Grupo Especial sejam intérpretes oficias na Série A, Ciganerey não puxou o samba do Paraíso do Tuiuti, mesmo tendo gravado o CD oficial.
Ciganerey permaneceu na Verde e Rosa até 2018, mas no ano seguinte atuou como intérprete principal da Rocinha e no Carnaval de Manaus, pela Unidos do Alvorada. mas em 2020, além de ter renovado com a Rocinha. retornou pela terceira vez, como cantor principal do Arranco e na estreante A Majestade do Samba. 
ReassumiU como cantor principal da Em Cima da Hora e Alegria da Zona Sul. em 2024 dividiu o microfone principal do Jacarezinho e no ano de 2025, será cantor principal da Vila Santa Tereza.

## Títulos e estatísticas
|                  | Campeão | Vice | Terceiro |
| ---------------- | ------- | ---- | -------- |
| Primeira Divisão | 2016    | —    | 2011     |
| Segunda Divisão  | —       | 2000 | —        |
| Terceira Divisão | —       | —    | 1999     |

## Premiações
- Gato de Prata

1. 2016 - Melhor intérprete (Mangueira) [15]

- Prêmio SRzd

1. 2014 - Melhor intérprete (Inocentes) [16]

- Samb@-net

1. 2000 - Melhor intérprete (Paraíso do Tuiuti) [17]
2. 2005 - Melhor intérprete (Paraíso do Tuiuti) [18][19]
3. 2010 - Melhor intérprete (Arranco) [20][21]

- Tamborim de Ouro

1. 2016 - Voz da Avenida (Mangueira) [22]

- Troféu Andarilho do Samba

1. 2008 - Melhor intérprete (Paraíso do Tuiuti) [23]

- Troféu Jorge Lafond

1. 2005 - Melhor intérprete (Paraíso do Tuiuti) [24]
2. 2010 - Melhor intérprete (Arranco) [25]